# Cmentarz Vokovicki
Cmentarz Vokovicki (czes. Vokovický hřbitov lub Hřbitov Liboc-Vokovice) – cmentarz położony w stolicy Czech w dzielnicy Praga 6 na granicy dzielnic Liboc i Vokovice.

## Historia
Nekropolia powstała w 1902 i wkrótce stała się miejscem, na który przeniesiono groby z likwidowanego Cmentarza Libockiego. Cmentarz ma kształt nieregularnego wielokąta, dziesięć kwater znajduje się na terenie Vokovic, a trzy i kaplica cmentarna leżą w granicach Liboca. Na wprost głównego wejścia znajduje się pole pamięci, gdzie można rozsypać prochy zmarłych, otaczają je kwatery z pochówkami urnowymi. W północnej części cmentarza znajduje się pomnik poległych w maju 1945. We wschodniej części cmentarza znajduje się grobowiec rodziny Holečkovych, którzy są związani z Libocem od 1520.